# Aho-Pöydänsaari
Aho-Pöydänsaari är en liten halvö i nordiska delen av Päijänne i Finland. Den ligger i sjön Päijänne och i kommunen Jyväskylä i den ekonomiska regionen  Jyväskylä och landskapet Mellersta Finland, i den södra delen av landet, 230 km norr om huvudstaden Helsingfors.